# Dominique Arnould
Dominique Arnould, född den 19 november 1966 i Luxeuil-les-Bains, är en fransk tidigare tävlingscyklist som framförallt hade framgångar i cykelcross i vilket han blev världsmästare 1993 och femfaldig fransk mästare. Därtill kan läggas en andraplats totalt i UCI World Cup 1994/1995. Han körde även landsvägslopp och på meritlistan återfinns en totalseger i Giro di Puglia 1992 och en etappseger i Tour de France samma år. Han startade i Touren fyra gånger (fullföljde 1991–1993, bröt 1996) och i Giro d'Italia två (1991–1992, fullföljde båda).
Efter sin aktiva karriär har Arnould arbetat som sportdirektör för TotalEnergies (tidigare kallat Bbox Bouygues Télécom, Team Europcar och Direct Énergie) sedan 2005.

## Meriter – landsväg
| 1987 Vinnare totalt av Ronde de l'Isard (U23) 1988 4:a totalt i Tour du Limousin 9:a i Grand Prix de Wallonie 1989 9:a i Trophée des Grimpeurs 9:a i Étoile de Bessèges 1990 5:a totalt i Tour de l'Oise 5:a totalt i Tour de la Communauté européenne 5:a i Prix du Muguet 6:a i Grand Prix d'Isbergues | 1991 5:a i Tour du Haut Var 9:a i GP Industria & Artigianato 1992 Vinnare totalt av Giro di Puglia Vinnare av etapp 2 Vinnare av etapp 1 i Tour de France 2:a i Grosser Preis des Kantons Aargau 1993 2:a totalt i GP du Midi-Libre 1994 7:a totalt i Dunkerques fyradagars |

## Meriter – cykelcross
| 1983/1984 3:a vid Franska juniormästerskapen 1984/1985 2:a vid Franska juniormästerskapen | 1986/1987 Fransk U23-mästare |

### Professionell/elit
Världsmästerskapen och de franska mästerskapen hölls i januari–mars, medan UCI World Cup och Superpresitige är vintersäsongslånga serier av olika deltävlingar. Världsrankingen anger Arnoulds placering vid säsongens slut i februari/mars.
| SäsongTävling        | 1988 1989 | 1989 1990 | 1990 1991 | 1991 1992 | 1992 1993 | 1993 1994 | 1994 1995 | 1995 1996 | 1996 1997 | 1997 1998 | 1998 1999 | 1999 2000 | 2000 2001 | 2001 2002 | 2002 2003 | 2003 2004 |
| -------------------- | --------- | --------- | --------- | --------- | --------- | --------- | --------- | --------- | --------- | --------- | --------- | --------- | --------- | --------- | --------- | --------- |
| Världsmästerskapen   | 14        | 16        | 9         | 19        |           | 18        | 7         | 14        | –         | 13        | –         | 10        | DNF       | 6         | 18        | –         |
| Franska mästerskapen |           |           | –         |           |           |           | –         | –         |           |           | 5         |           | –         |           |           | 5         |
| UCI World Cup        | X         | X         | X         | X         | X         | 5         |           | 18        | 14        | 23        | 32        | 21        | 15        | 23        | 15        | –         |
| Superprestige        | –         | –         | –         | –         | 51        | 36        | –         | –         | 34        | 20        | –         | 25        | –         | –         | 37        | –         |
| UCI:s världsranking  | X         | X         | X         | X         | 11        | 8         | 6         | 17        | 30        | 42        | 45        | 19        | 49        | 13        | 17        | 60        |

X = Ej införd      DNF = Fulllföljde ej.